# Edgar Mansfield
Pour les articles homonymes, voir Mansfield.
Edgar Mansfield (Londres, 11 février 1907 - Bearsted , 10 août 1996), est un relieur néo-zélandais.

## Biographie
Edgar Mansfield est l'un des artistes expatriés les plus renommés de Nouvelle-Zélande et est largement reconnu, en particulier en Angleterre, comme l'un des relieurs les plus innovants et les plus influents du XXe siècle. Né à Londres en 1907, Mansfield a grandi à Napier, en Nouvelle-Zélande et après avoir étudié l'art à Napier et à Dunedin, il a déménagé à Londres en 1934 pour poursuivre ses études. Son style se caractérise par le traitement asymétrique de l'espace rectangulaire, l'utilisation de motifs expressifs et non figuratifs et l'utilisation innovante de la couleur, du cuir et des matériaux synthétiques.

## Travail, créations
Son style se caractérise par le traitement asymétrique de l'espace rectangulaire, l'utilisation de motifs expressifs et non figuratifs et l'utilisation innovante de la couleur, du cuir et des matériaux synthétiques.

## Collections, expositions
- Bibliothèque nationale de Nouvelle-Zélande

## Galerie

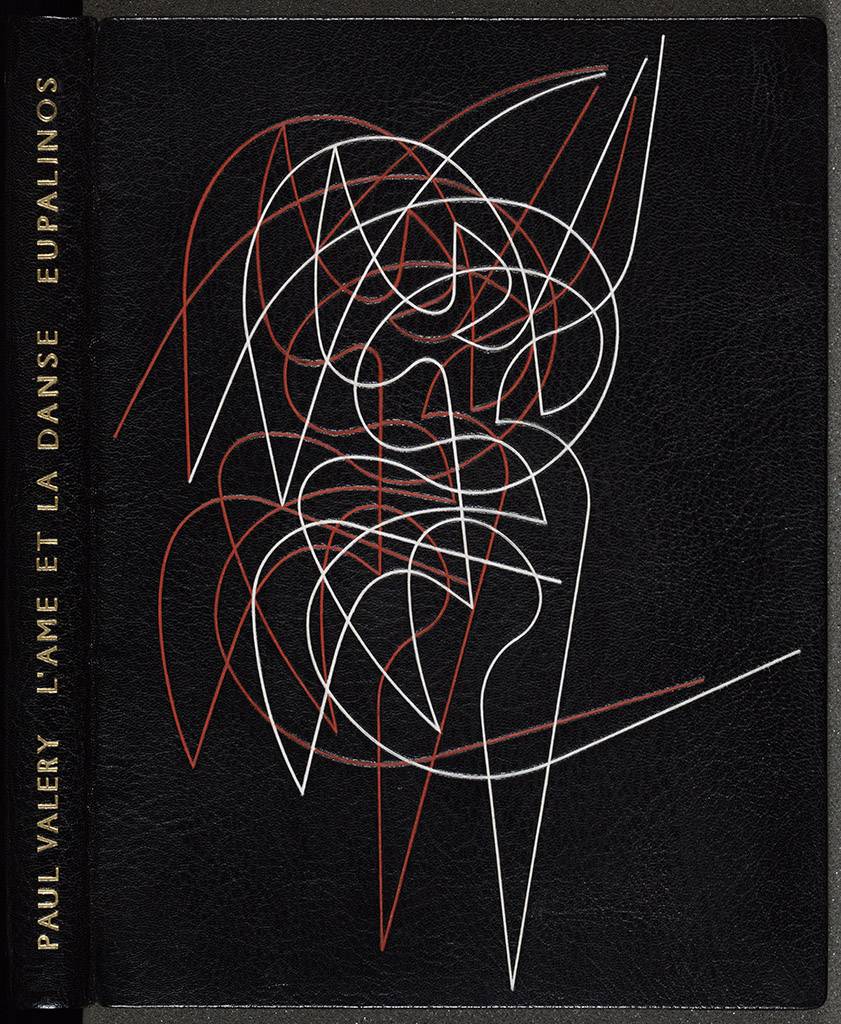
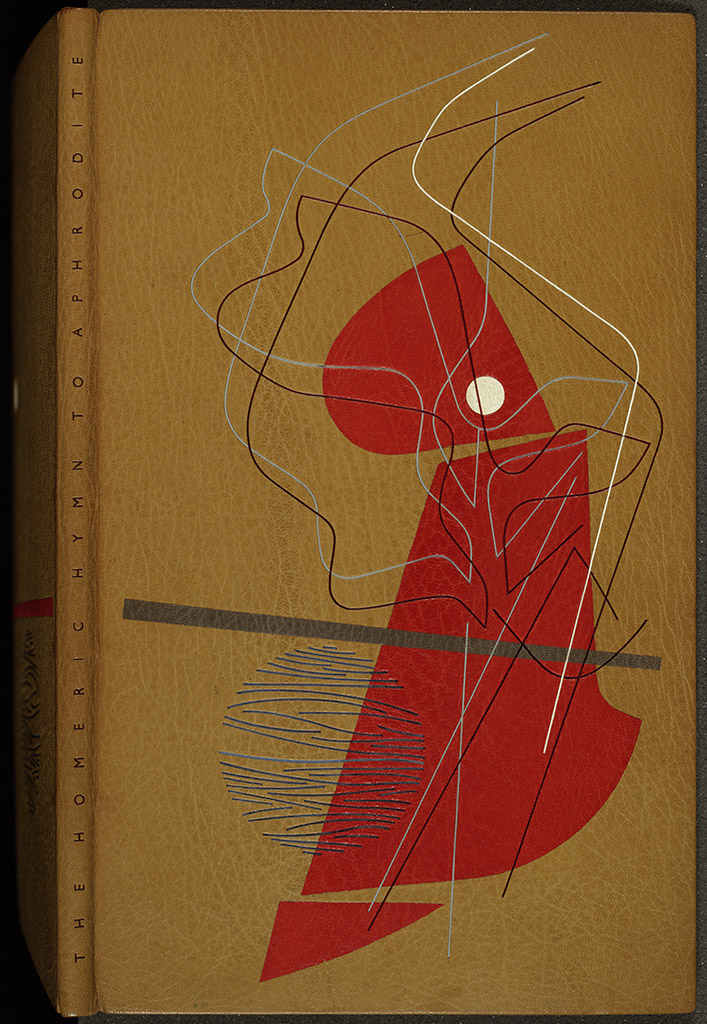